# 池田隆政

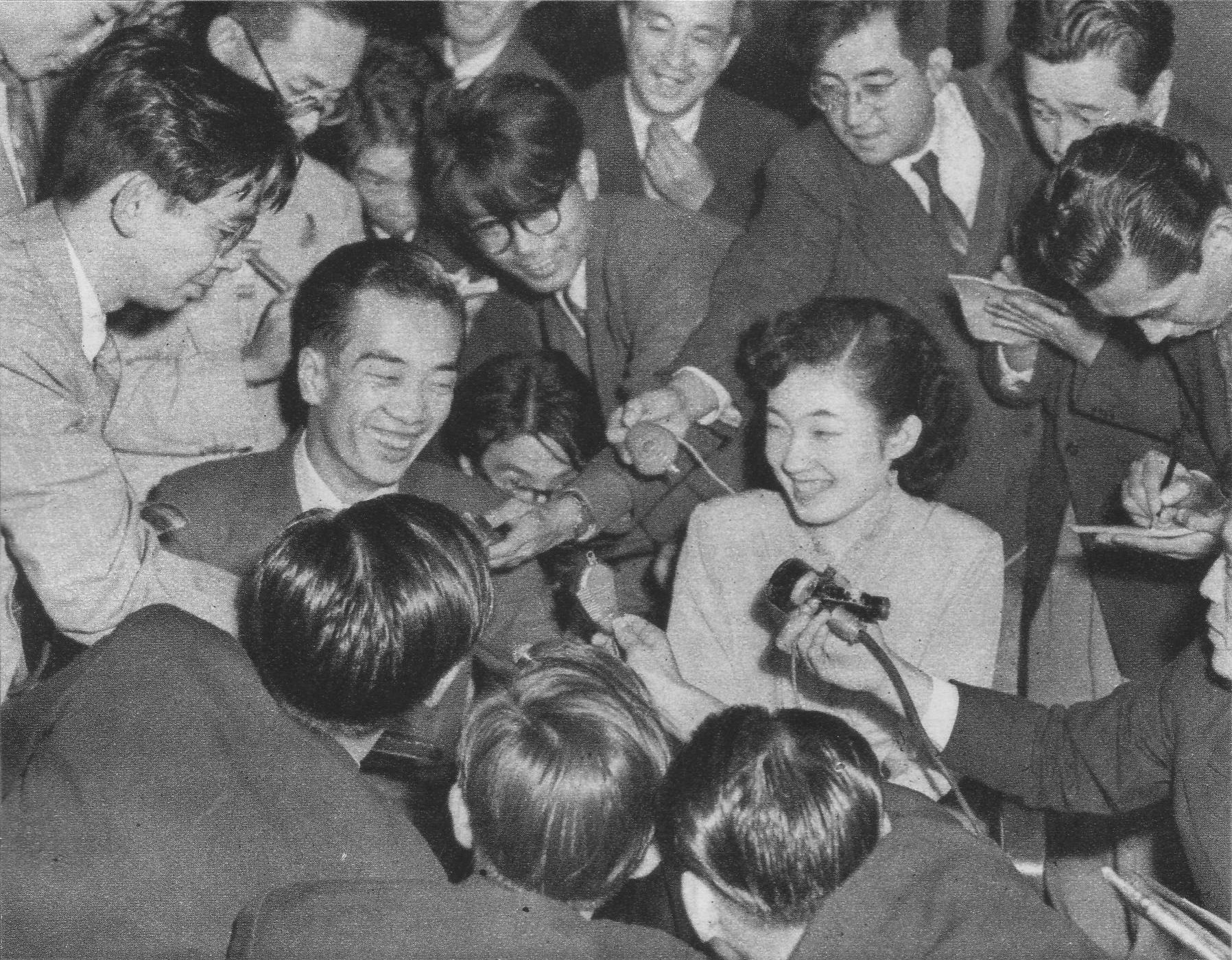
1952年（昭和27年）10月10日、披露宴後の池田隆政・厚子夫妻

池田 隆政（いけだ たかまさ、1926年（大正15年）10月21日 - 2012年（平成24年）7月21日）は、日本の実業家。池田動物園会長・園長。池田牧場社長。昭和天皇と香淳皇后の第4皇女・池田厚子（順宮厚子内親王）の夫。旧岡山藩主池田侯爵家の第16代当主。

## 経歴
備前国岡山藩主の家系で、隆政の父・宣政は元侯爵。学習院高等科卒業後、1948年（昭和23年）から池田牧場を経営。家畜の改良などを行なった。
1952年（昭和27年）10月10日、順宮厚子内親王と結婚。1953年（昭和28年）2月に有限会社池田産業動植物園を経て、1960年（昭和35年）5月に株式会社池田動物園となり、隆政は園長に就任した。
池田動物園の園長の他、岡山ファミリーランド取締役、日本動物園水族館協会会長、全日本卵価安定基金理事長・全国鶏卵販売農業協同組合連合会会長・日本狆クラブ会長などを務めた。
1971年（昭和46年）には、第22回全国植樹祭隣席のために来県した義弟夫妻の天皇明仁と皇后美智子が池田邸に行幸啓した。
2012年（平成24年）7月21日13時47分、肺炎のため岡山県倉敷市内の病院で死去した。85歳没。

## 系譜
| 池田隆政 | 父 池田宣政   | 祖父 池田詮政                  | 曾祖父 池田章政       |
| 池田隆政 | 父 池田宣政   | 祖父 池田詮政                  | 曾祖母 池田鑑子       |
| 池田隆政 | 父 池田宣政   | 祖母 安喜子女王 （池田安喜子） | 曾祖父 久邇宮朝彦親王 |
| 池田隆政 | 父 池田宣政   | 祖母 安喜子女王 （池田安喜子） | 曾祖母 泉萬喜子       |
| 池田隆政 | 母 池田富貴子 | 祖父 津軽行雅                  | 曾祖父 細川行真       |
| 池田隆政 | 母 池田富貴子 | 祖父 津軽行雅                  | 曾祖母 不詳           |
| 池田隆政 | 母 池田富貴子 | 祖母: 津軽理喜子               | 曾祖父 津軽承昭       |
| 池田隆政 | 母 池田富貴子 | 祖母: 津軽理喜子               | 曾祖母 不詳           |

## 備考
- 岡山県警の本部長の経験者だった平沢勝栄（元皇宮警察本部護衛部）の政治活動を支援していた。
- 2006年（平成18年）9月6日、秋篠宮妃紀子が第3子・長男の悠仁親王を出産した際、厚子夫人と連名で「無事にお子様を出産され、大変嬉しく、ホッとしております。おめでとうございます。お子様が健やかに成長されますことを心よりお祈りいたしております。」と祝意を述べた。
- 住所は、岡山県岡山市北区京山2丁目[1][2]。